# 325
Правління Костянтина Великого у Римській імперії. У Китаї правління династії Цзінь. В Індії починається період імперії Гуптів. В Японії триває період Ямато. У Персії править династія Сассанідів.
На території лісостепової України Черняхівська культура. У Північному Причорномор'ї готи й сармати.

## Події
- Відбувся Перший Вселенський Собор християнських єпископів (Нікейський собор). Собор засудив аріанство як єресь і утвердив Нікейський символ віри.
- Колишні імператори Ліциній та Секст Мартініан страчені.
- У Вифлеємі почалося спорудження Храму Різдва Христового

## Народились
- Констанцій Галл, майбутній імператор.

## Померли
- Ліциній, римський імператор.
- Секст Мартініан, римський імператор.